# Bão Ivan (1997)
Bão Ivan, được biết đến ở Philippines với tên gọi Bão Narsing, là một cơn bão rất mạnh cùng tồn tại song song với một cơn bão khác có cường độ tương tự trong tháng 10 năm 1997. Hình thành từ một vùng thời tiết nhiễu động trong ngày 13 tháng 10, Ivan dần mạnh lên thành bão cuồng phong khi di chuyển ổn định theo hướng Tây - Tây Bắc. Vào ngày 15 tháng 10, cơn bão trải qua giai đoạn tăng cường nhanh chóng và đạt tới một cường độ tương đương với bão cấp 5 trong thang Saffir-Simpson. Cuối ngày 17, Ivan đạt đỉnh với sức gió duy trì một phút lên tới 185 dặm/giờ (295 km/giờ) cùng áp suất khí quyển 905 mbar (hPa). Một thời gian sau, cơn bão bắt đầu suy yếu khi tiếp cận Philippines. Vào ngày 20 tháng 10, Ivan đổ bộ lên Bắc Luzon với sức gió 140 dặm/giờ (220 km/giờ) trước khi suy yếu thành một cơn bão nhiệt đới trong ngày hôm sau. Cơn bão sau đó vòng sang hướng Đông Bắc, trở thành một xoáy thuận ngoại nhiệt đới vào ngày 25 và cuối cùng tan vào ngày 26.
Mặc dù là một cơn bão mạnh lúc đổ bộ, ảnh hưởng của nó là khá nhỏ nếu so với cường độ khi đó. Dù vậy đã có 14 người thiệt mạng trong bão và 2 người khác được liệt kê là mất tích. Ngành nông nghiệp chịu những tổn thất nghiêm trọng nhất, với hàng ngàn con vật nuôi chết đuối. Tổng thiệt hại ước tính 9,6 triệu USD (1997 USD; tương ứng 13,1 triệu USD năm 2009). Có tất cả 1.779 ngôi nhà bị phá hủy, 13.771 ngôi nhà khá bị hư hại và 4.600 hecta đất nông nghiệp bị ngập lụt bởi cơn bão.

## Lịch sử khí tượng
Bão Ivan có nguồn gốc từ một vùng thời tiết nhiễu động gần xích đạo trong tuần đầu tháng 10 năm 1997. Hai rãnh thấp gần xích đạo, một ở Bắc bán cầu và một ở Nam bán cầu đã phát triển từ vùng thời tiết nhiễu động này. Và kết quả là ba vùng áp suất thấp được hình thành; một vùng thấp ở Nam bán cầu đã phát triển thành cơn bão Lusi vào ngày 8 tháng 10; và hai vùng thấp ở Bắc bán cầu di chuyển ổn định về hướng Tây. Vùng thấp ở phía Đông phát triển thành bão Joan, trong khi vùng thấp ở phía Tây sau này sẽ phát triển thành bão Ivan. Nằm ở một môi trường thiếu đáng kể mây đối lưu, vùng thấp ban đầu rất khó khăn để trở nên có tổ chức. Dù vậy, hệ thống bắt đầu hoàn thiện dần, vào ngày 11 tháng 10, Trung tâm Cảnh báo Bão Liên hợp (JTWC) đã phát hiện ra tâm hoàn lưu mực thấp, dẫn đến việc ban hành một Cảnh báo về sự hình thành của xoáy thuận nhiệt đới ngày hôm sau.
Hệ thống di chuyển nhanh chóng theo hướng Tây - Tây Bắc với vận tốc 21 dặm/giờ (33 km/giờ). Vào sáng sớm ngày 13 tháng 10, JTWC ban hành thông báo đầu tiên của họ về áp thấp nhiệt đới 27W. Cơ quan Khí tượng Nhật Bản (JMA) cũng đã phân loại nó là một áp thấp nhiệt đới trong khoảng thời gian đó.
Vào cuối ngày 13 tháng 10, với việc phát triển ra những dải mây đối lưu, JTWC đã nâng cấp áp thấp nhiệt đới thành một cơn bão nhiệt đới và đặt tên nó là Ivan. Sáng sớm hôm sau, JMA cũng nâng cấp Ivan thành bão nhiệt đới. Trong ngày 14, Ivan di chuyển qua địa điểm cách Guam khoảng 65 dặm (100 km) về phía Nam. Vài tiếng sau, JMA nâng cấp Ivan thành bão cuồng phong. Trong khoảng thời gian 24 tiếng, vận tốc gió của Ivan đã tăng từ 75 dặm/giờ (120 km/giờ) lên 165 dặm/giờ (270 km/giờ), điều này giúp Ivan trở thành siêu bão cấp 5 và siêu bão thứ 8 của mùa bão. Vào cuối ngày 17 tháng 10, Ivan đạt đỉnh với sức gió 185 dặm/giờ (295 km/giờ) và một áp suất khí quyển chính thức là 905 mbar (hPa). Tuy nhiên, JTWC báo cáo một áp suất không chính thức 872 mbar (hPa), giá trị này sẽ giúp Ivan trở thành xoáy thuận nhiệt đới mạnh thứ hai từng được ghi nhận cùng với các cơn bão Gay, Angela, Joan và Zeb.
Do ở gần cơn bão Joan, các mô hình dự báo đã dự đoán rằng Ivan sẽ vòng ngược lại trước khi tiến tới Philippines. Tuy nhiên, Ivan đã duy trì hướng di chuyển và không chuyển hướng Bắc cho đến khi tác động đến đất nước này. Cơn bão bắt đầu di chuyển chậm lại và suy yếu, vào ngày 20 tháng 10 vùng tâm bão đổ bộ lên cực Bắc Luzon với vận tốc gió 140 dặm/giờ (220 km/giờ). Sau khi vươn một chút ra Eo biển Luzon, Ivan chuyển hướng Bắc - Đông Bắc và suy yếu thành một cơn bão nhiệt đới. Trong ngày 22, Ivan đạt trở lại cấp độ bão cuồng phong trong một thời gian ngắn trước khi tăng tốc về phía trước. Ivan tiếp tục suy yếu đều đặn và JTWC đã ban hành thông báo cuối cùng của họ về cơn bão trong ngày 24 tháng 10. JMA tiếp tục theo dõi Ivan là một cơn bão nhiệt đới thêm một ngày nữa trước khi phân loại nó là một hệ thống ngoại nhiệt đới. Những tàn dư của cơn bão cuối cùng đã biến mất trong ngày 26 tháng 10.

## Những sự chuẩn bị và tác động

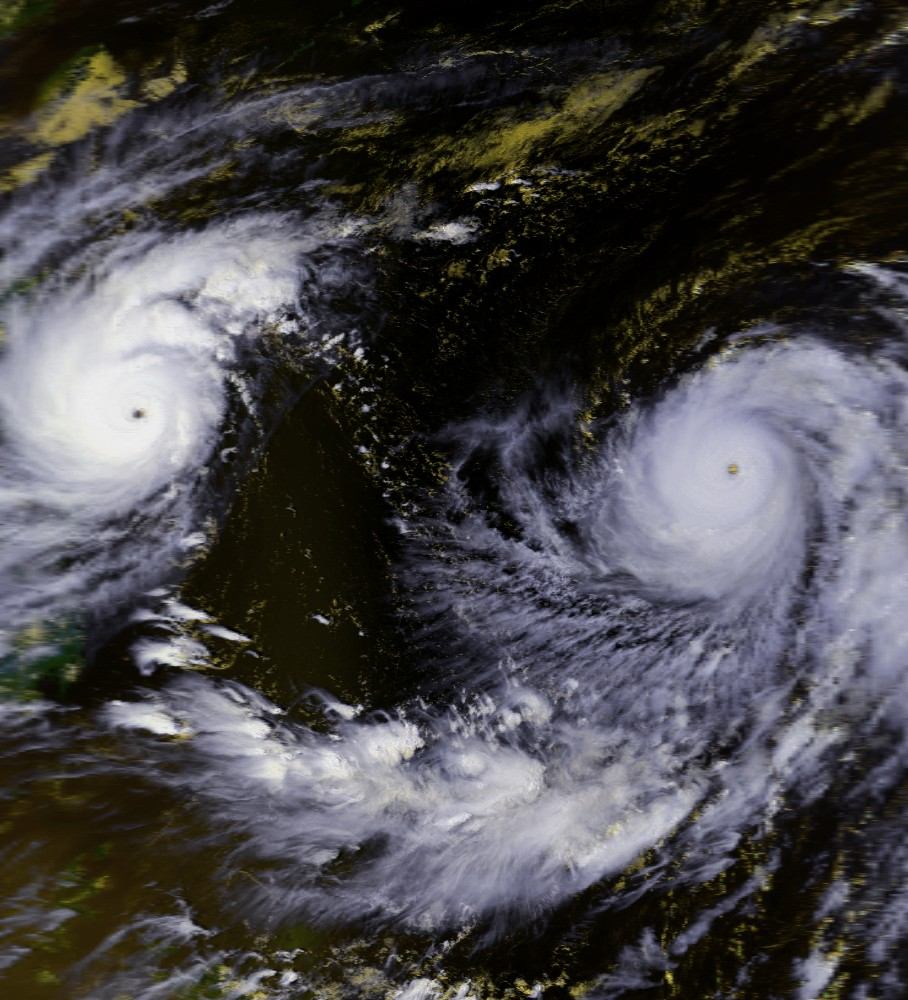
Bão Ivan (trái) và Joan (phải) trong ngày 18 tháng 10

Hàng ngàn người được di tản khỏi vùng cực Bắc của Philippines khi Ivan tiếp cận gần khu vực này. Điện bị cắt trước khi bão đến để làm giảm nguy cơ điện giật. Bốn chuyến bay bị tạm hoãn ở Đài Loan, Hong Kong, và Philippines do bão. Người dân ở Đài Loan được khuyến cáo nên có những biện pháp phòng chống bão. Những con tàu được kêu gọi ở lại cảng do biển động khắp khu vực Philippines. Các cơ quan phòng chống thảm họa được đặt ở mức cảnh báo cao độ; hàng cứu trợ được chuẩn bị dự trữ; lực lượng Hải quân được đặt vào vị trí sẵn sàng, và các phương tiện tìm kiếm cứu nạn quân sự được chuẩn bị.
Vào ngày 20 tháng 10, Ivan đổ bộ vào miền Bắc Philippines, gây mưa rất lớn tạo ra nhiều điểm ngập lụt trong khu vực. Mùa màng được báo cáo mất mát nghiêm trọng khắp vùng Bắc Luzon. Một người chết đuối trong lũ ở Cagayan. Ở những nơi khác tại Philippines, 2 người chết đuối do lũ. Nhiều đường dây điện bị cắt và cây cối đổ hàng loạt khắp vùng, mưa kích hoạt các trận lở đất làm cản trở một vài tuyến đường. Tổng cộng có 14 người chết và 2 người được liệt kê là mất tích tại Philippines. Các trang trại chăn nuôi gia cầm và thủy sản chịu tổn thất nghiêm trọng. Vài ngàn con vật nuôi bị chết đuối trong bão. Tổng thiệt hại ước tính 9,6 triệu USD (1997 USD; tương ứng 13,1 triệu USD năm 2009). Tổng cộng có 1.779 ngôi nhà bị phá hủy, 13.771 ngôi nhà khác bị hư hại và 4.600 hecta đất canh tác bị ngập lụt bởi bão Ivan. Lượng mưa từ cơn bão cũng được xem là đã giúp khu vực chịu tác động thoát khỏi tình trạng lượng mưa dưới mức trung bình trong vài tháng gần đó. Thiệt hại nhỏ cũng đã được báo cáo ở quần đảo Marshall. Đảo Tiyan ghi nhận lượng mưa 5,26 inch (134 mm), đóng góp vào lượng mưa trên trung bình trong suốt tháng 10.